# Liédena
Liédena – gmina w Hiszpanii, w Nawarze, o powierzchni 19,28 km². W 2022 roku gmina liczyła 316 mieszkańców.